# Station Plabuan
Plabuan is een spoorwegstation in de Indonesische provincie Midden-Java.

## Bestemmingen
- Brantas: naar Station Jakarta Tanahabang en Station Kediri
- Kertajaya: naar Station Jakarta Pasar Senen en Station Surabaya Pasarturi
- Matarmaja: naar Station Jakarta Kota en Station Malang
- Tawang Jaya: naar Station Jakarta Pasar Senen en Station Semarang Poncol
- Kaligung Ekonomi: naar Station Semarang Poncol en Station Slawi